# Gène Hox
Les gènes Hox sont une catégorie particulière de gènes homéotiques ; ils sont parmi les gènes les plus longuement étudiés de la biologie évolutive. Les gènes homéotiques possèdent une séquence ADN qualifiée de boîte homéotique ou homéoboîte. D’ailleurs leur nom, « Hox », provient de la contraction de l’anglais « homeobox » signifiant homéoboîte. L’homéoboîte va coder un homéodomaine dans les protéines traduites. Ces protéines sont des facteurs de transcription (type de protéine de régulation génétique) qui, grâce à leur homéodomaine possédant une conformation particulière, leur permet de se lier fortement à l’ADN et permet d’activer en cascade d'autres gènes.
Les gènes Hox sont communs à la quasi-totalité des animaux bilatériens (les organismes avec symétrie radiaire semblent faire exception) en étant présents sous forme de complexes (« cluster » en anglais) chez la plupart des organismes étudiés et en quantité très variable : un chez les Placozoaires, 4 chez les Nématodes, 8 chez les Arthropodes, 10 chez les Échinodermes, 13 chez les Vertébrés.
Par exemple, la drosophile possède huit gènes Hox organisés en deux complexes alors que l’humain possède trente-neuf gènes divisés en quatre complexes selon leur position et la similarité de leur séquence.

## Gènes Hox: généralités
Les gènes Hox sont impliqués dans la détermination de l’identité des différents segments morphologiques spécifiques (identité cellulaire) de chaque partie du corps le long de l'axe antéro-postérieur. Toutefois, il est important de préciser que les gènes Hox ne font que « dicter » l’identité cellulaire, mais ne participent pas à la création de cette identité.
Une mutation dans un gène Hox entraîne des transformations dans la morphologie d’un segment particulier de l’organisme touché. Un exemple bien connu étant une mutation dans le système de régulation du gène Antennapedia de la drosophile ce qui entraîne la formation d’une paire de pattes à la place des antennes.
Chez les vertébrés, ces gènes interviennent dans la différenciation de nombreuses structures au stade embryonnaire, notamment les rhombomères (constituants du tube neural de l’embryon), les arcs branchiaux et les somites. Les gènes Hox déterminent aussi les patrons de développement des membres chez les vertébrés. Par exemple, chez le poulet, au moins 23 gènes Hox différents sont exprimés durant le développement des membres.

## Histoire
Les gènes homéoboîte (Hox) ont été découverts à la suite de l’observation de deux mutations phénotypiques sur des spécimens de « mouches à fruits » (Drosophila melanogaster) : la mutation Antennapedia qui engendre la croissance ectopique de pattes à la place des antennes et la mutation bithorax, où les haltères (ou balanciers) sont transformées en une deuxième paire d’ailes. Ces observations ont été effectuées par William Bateson en 1894 et par Calvin Bridges en 1923. Les changements observés ont été qualifiés de « transformation homéotique » en lien avec le mot grec « homeosis », qui veut dire un changement d’une structure entière du corps par une autre.  Cette découverte a entraîné l’avènement de la biologie évolutive du développement ou évo-dévo. Par la suite, il fut découvert que Drosophila melanogaster contenait un complexe de trois gènes homéoboîtes (Ubx, abd-A, et abd-B) qui formait le complexe bithorax et un complexe de cinq gènes homéoboîtes (lab, pb, Dfd, Scr et Antp) qui formait le complexe antennapedia. La relation entre l’arrangement chromosomique des gènes Hox et la localisation de l’expression des gènes dans l’organisme a été déterminée par Lewis en 1978.

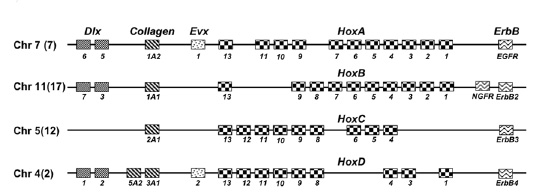
Disposition des gènes au sein des quatre complexes HoxA, HoxB, HoxC et HoxD, respectivement sur les chromosomes humains 7, 17, 12 et 2 (les indications Chr 7, 11, 5 et 4 se rapportent aux positions supposées sur les chromosomes de l'ancêtre commun des vertébrés

## Structure du complexe de gènes Hox
La structure des complexes chez les protostomiens, une division des bilatériens, dont fait partie la drosophile est assez variable et peu étudiée à l’exception des quelques organismes modèles (Caenorhabditis elegans, Drosophila melanogaster, Euprymna scolopes, etc.).
Par contre, les complexes de gènes Hox ont été largement étudiés chez les vertébrés (subdivision des deutérostomes, une division des bilatériens). Les vertébrés possèdent une grande diversité dans l’organisation des complexes de gènes Hox. La variation du nombre de complexes de gènes Hox dans les différents embranchements des vertébrés est la conséquence des différentes duplications du génome au cours de leur évolution. Le groupe basal des céphalochordés, qui n’a pas subi de duplication du génome, ne possède qu’un seul complexe de gènes Hox (en se basant sur le génome de l’amphioxus). Puis, il y a eu deux duplications successives (1R et 2R) chez les gnathostomes menant le nombre de complexes Hox à quatre. Chez les ostéichthyens (sarcoptérygiens et actinoptérygiens), les gènes Hox des sarcoptérygiens sont encore organisés en quatre complexes (A, B, C et D) alors que les actinoptérygiens ont un nombre de complexes Hox très variables. En effet, la majorité des actinoptérygiens font partie des téléostéens, un embranchement ayant subi une troisième duplication génomique (3R) augmentant le nombre de complexes à huit. Toutefois, la majorité des espèces d’actinoptérygiens possèdent uniquement sept complexes dû à la perte du complexe HoxDb, mais d’autres, comme le saumon, possèdent jusqu’à treize complexes Hox dû à un évènement de tétraploïdisation (4R). Chez les chondrichthyens, la composition des complexes de gènes Hox A, B et D est identique alors que le complexe HoxC est entièrement perdu chez les élasmobranches (requins et raies), mais est maintenu chez la chimère (holocéphales).

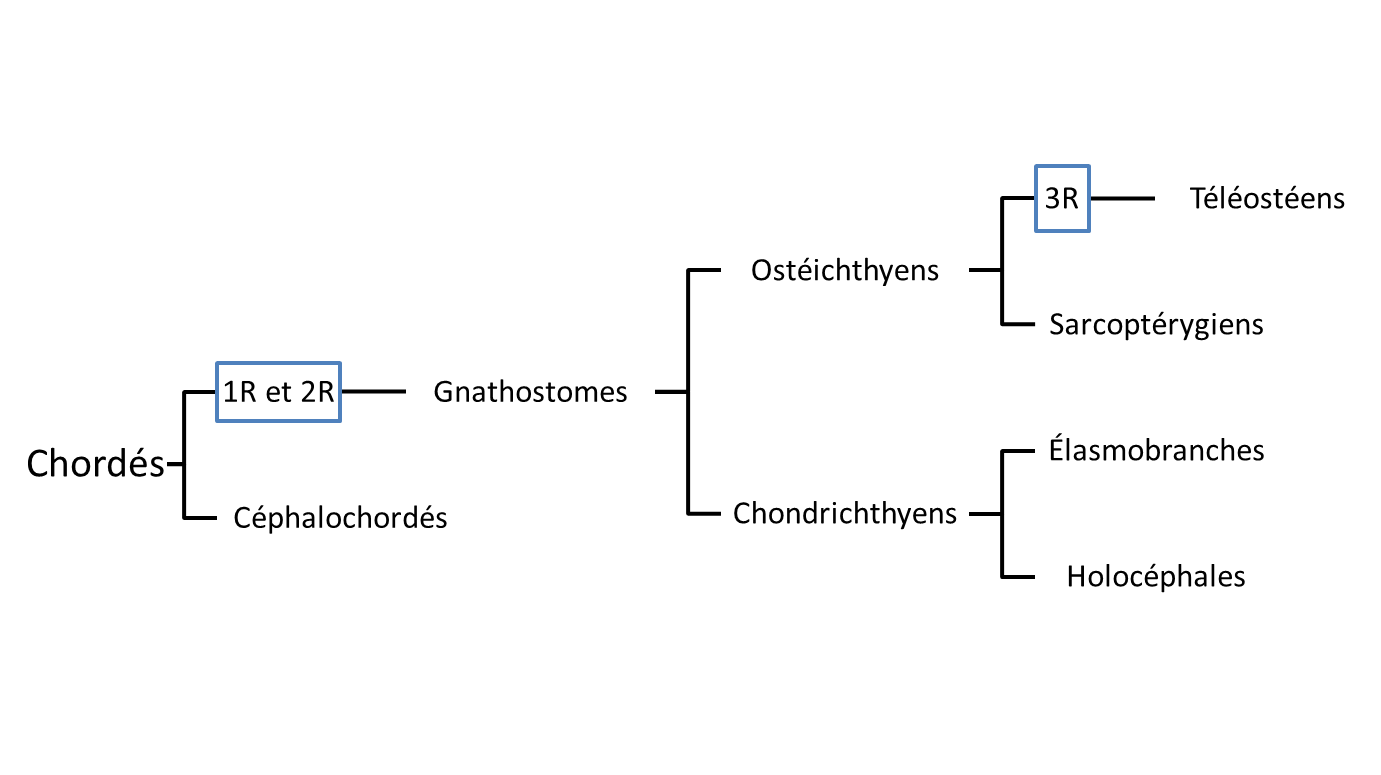
Les trois évènements de duplication principaux des gènes Hox chez les chordés.

Chaque complexe de gènes est généralement situé sur un chromosome différent, mais les complexes de certains organismes, tels que Drosophila melanogaster qui en possèdent deux, sont situés sur le même chromosome. L'ordre des gènes sur chaque chromosome est identique, car à l’origine chacun des différents complexes de gènes Hox provient d’une duplication du génome (exemple de l'humain ci-contre). Toutefois, certains gènes dans le complexe Hox peuvent avoir été perdus dans certaines lignées, possiblement dû à une perte de fonction engendrée par la redondance des différents complexes de gènes. D’ailleurs, puisque les différents gènes Hox sont issus de duplication du génome, on les qualifie de gènes paralogues. De plus, les différents complexes de gènes Hox sont aussi paralogues même s’ils ne sont pas identiques au niveau de leur composition en gènes.
Toutefois, les gènes Hox ne sont pas situés sur les mêmes chromosomes chez tous les organismes, qui possèdent généralement un nombre différents de chromosomes. Chez la souris, les complexes HoxA, HoxB, HoxC et HoxD sont respectivement situés sur les chromosomes 6, 11, 15 et 2, alors que chez l’humain ils sont situés respectivement sur les chromosomes 7, 17, 12 et 2.

## Mutations dans les gènes Hox; les maladies
Les gènes Hox ont une importance capitale dans le développement des vertébrés. Ainsi, certaines anomalies dans la formation des organes chez les humains, plus particulièrement dans la formation des membres, ont été liées à des mutations dans des gènes Hox spécifiques.
Par exemple, la synpolydactylie (SPD), une malformation des mains causée par une combinaison de syndactylie (fusion des doigts) et de polydactylie (doigts supplémentaires) est causée par une mutation dans le gène HOXD13. Cette mutation est due à une expansion d’une séquence codant des résidus de polyalanine, modifiant ainsi l’expression génétique.
De plus, de nombreuses études montrent l’implication des gènes Hox dans différents types de cancer : du sein, de la prostate, des poumons, de la thyroïde, des ovaires, de la vessie, colorectal, tumeurs cérébrales (glioblastomes), etc..
Par exemple, le gène HOXA9, qui influence la différenciation des cellules hématopoïétiques, lorsque surexprimé par les cellules est lié à la leucémie myéloïde aiguë.

## Structures des protéines dérivées des gènes Hox
Ainsi, ces gènes codent des facteurs de transcriptions (type de protéine de régulation génétique) possédant un motif de 60 acides aminés hautement conservé dans l’évolution (homéodomaine) leur permettant de se lier fortement à l’ADN.
Les protéines dérivées des gènes Hox ont une structure caractéristique constituée d’une queue acide à l’extrémité C-terminale et d’un pentamère en amont de l’homéodomaine qui se lie à la région TALE (pour « three amino acid loop extension ») des protéines.
Il existe trois types de catégories de classification des protéines Hox: basée sur l’inférence phylogénétique, basée sur la synténie (présence simultanée sur le même chromosome de deux ou plusieurs loci, indépendamment de leur liaison génétique) et basé sur la similarité de leur séquence ADN. Ces classifications sont utiles lorsque les protéines connues produites par les gènes Hox d’une espèce donnée sont utilisées pour identifier des protéines de fonction similaire chez une autre espèce. En effet, les protéines produites par les gènes Hox possédant une séquence ADN similaire, donc un homéodomaine similaire, sont considérées comme ayant une fonction similaire.

## Régulation des gènes Hox
Le contrôle de l’expression des gènes Hox est régulé par un très large éventail de mécanismes, dont plusieurs ont été conservés entre les insectes et les mammifères. Toutefois, cela pourrait être le résultat d’une évolution convergente et non d’une origine commune aux mécanismes de régulation.
Chez la drosophile, il y a régulation par au moins trois mécanismes régulateurs distincts : par régulation transcriptionnelle par les premiers gènes de segmentations, par un système de mémoire cellulaire basé sur l’action du groupe de protéines Polycomb (PcG)/trithorax(trxG) et par les interactions de cross-régulation entre les différents gènes Hox. Toutefois, certains éléments, tels que la prévalence des gènes Hox postérieurs sur les gènes Hox antérieurs, laissent à penser que d’autres mécanismes seraient impliqués dans la régulation chez la drosophile.
Chez les vertébrés, l’expression des gènes Hox possède une étape de régulation additionnelle. Durant les stages initiaux de développement, l’activation progressive des gènes Hox se fait selon une séquence temporelle qui suit la disposition des gènes dans le complexe de gènes dans la direction 3’ vers 5’. Cette propriété est appelée colinéarité temporelle. Ainsi, les gènes Hox chez les vertébrés sont exprimés selon leur colinéarité temporelle, mais aussi selon leur colinéarité spatiale (les gènes sont placés dans leur ordre d’expression) alors qu’ils présentent seulement une colinéarité spatiale chez les autres bilatériens étudiés à ce jour. Dans l’axe principal de développement du corps, l’activation des gènes Hox dépend de l’activité coordonnée de plusieurs voies de signalisations, telles que les voies activées par l’acide rétinoïque, les facteurs de croissance des fibroblasts (FGFs) et le facteur de croissance de différenciation 11 (Gdf11).
Tout d’abord, l’expression des gènes Hox dans le complexe de gènes est corrélée avec la distribution des différentes modifications des histones (acétylation, méthylation, etc.) qui permettent d’activer ou d’inactiver la chromatine. Ceci indique que la composante temporelle de l’activation des gènes Hox est associée au changement progressif de la structure de la chromatine. D’ailleurs, des configurations 3D spécifiques de la chromatine semblent être impliquées dans la régulation des gènes Hox lors du développement embryonnaire des vertébrés. En effet, des expériences ont démontré que la chromatine des chromosomes interagit fortement au niveau du complexe de gènes Hox suggérant qu’un mécanisme spécifique de marquage au niveau du complexe de gènes Hox contrôle la conformation des chromosomes.
L’expression des gènes Hox peut aussi être régulée par les Long ARN non codant (lncRNA) qui peuvent interagir avec les facteurs de transcription et les modificateurs de chromatine pour réguler l’expression de certains gènes durant le développement, tels que les gènes Hox. Parmi les différents lncRNA modifiant l’expression de certains gènes Hox spécifiques : bithoraxoid (bxd), iab-8, HOTTIP et HOTAIR.  Les lncRNA jouent clairement un rôle dans la régulation de l’expression des gènes Hox chez la drosophile et les études tendent à démontrer qu’ils le sont aussi chez les vertébrés, mais leur rôle exact dans la biologie cellulaire est débattu.
Un autre moyen de réguler l’expression des gènes Hox peut être fait via les traitements différentiels de l’ARN, soit l’épissage alternatif, la polyadénylation alternative et/ou l’utilisation d’un promoteur alternatif. Les traitements différentiels de l’ARN mènent à la formation d’ARN messagers (ARNm) variés possédant des structures et/ou une information génétique différente. Les traitements différentiels de l’ARN sont un processus fréquent de régulation des gènes Hox chez la drosophile. Toutefois, les différents traitements différentiels de l’ARN sont fort probablement un moyen répandu, mais peu étudié de réguler les gènes Hox des mammifères.   
La régulation de l’expression des gènes Hox est aussi effectuée grâce à l’action complexe de microARN (miARN). Les microARN sont de petits ARN non codant qui répriment l’expression génique en empêchant la liaison des ARNm à leur séquence cible. Plusieurs microARN régulent l’expression des gènes Hox chez les vertébrés et les drosophiles.
Il est important de noter que plusieurs de ces mécanismes semblent agir conjointement, malgré leurs propriétés uniques.

## Gènes Hox chez la drosophile
La drosophile, particulièrement l’espèce Drosophila melanogaster, a permis l’étude en profondeur des différents gènes Hox, leur régulation, leur agencement dans les complexes, etc., en plus d’être un organisme modèle largement utilisé dans le domaine scientifique de l’évolution et du développement. Les différentes découvertes effectuées grâce à la recherche sur Drosophila melanogaster ont ensuite pu être transposées à d’autres espèces et ont servi à orienter la recherche dans d’autres organismes modèles.
Les drosophiles sont des invertébrés qui possèdent huit gènes Hox organisés en deux complexes tous deux localisés sur le chromosome 3. Le premier complexe, antennapedia, est composé de cinq gènes : labial (lab), proboscipedia (pb), deformed (Dfd), sex combs reduced (Scr) et Antennapedia (Antp). Le deuxième complexe, bithorax, est composé de trois gènes : Ultrabithorax (Ubx), abdominal-A (abd-A) et abdominal-B (abd-B).

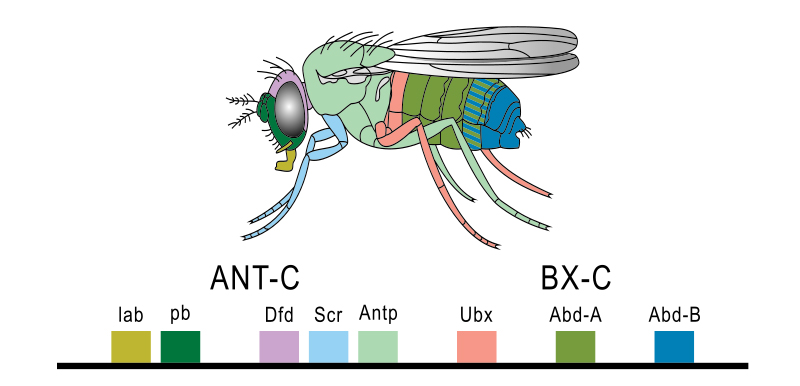
Zones d'expression des différents gènes Hox chez la drosophile

### Complexeantennapedia

#### Gène labial
Le gène labial (lab) est le gène placé en position la plus antérieure dans le complexe et, dû à la colinéarité temporelle, c’est aussi le premier gène exprimé dans l’embryon. Le gène lab est majoritairement exprimé chez l’embryon dans les segments intercalaires. Dans les tissus des adultes, le gène est exprimé majoritairement dans le cerveau ainsi que dans certaines parties du disque oculaire-antennaire où il détermine l’identité des différentes parties de la capsule de la tête.

#### Gène proboscipedia
Le gène proboscipedia (pb) est principalement exprimé dans les segments maxillaires et labiaux chez les embryons et les adultes où il est responsable de leur formation. Dans les tissus qui formeront l’adulte (tissus imaginaux), le gène pb est exprimé dans le lobe maxillaire, dans le disque oculaire-antennaire et dans le disque labial. Il interagit conjointement avec deformed (Dfd) et sex combs reduced (Scr).

#### Gène deformed
Le gène deformed (Dfd) est exprimé dans les segments de la tête qui deviendront les maxillaires et les mandibules et dans les segments intercalaires postérieurs. Dans les tissus imaginaux, Dfd est exprimé dans certaines sections précises du disque oculaire-antennaire qui formeront des parties de la capsule de la tête et dans des parties très basales du disque labial.

#### Gène sex combs reduced
Le gène sex combs reduced (Scr) possède des fonctions très variées, car il est exprimé dans deux tagmatas de morphologies très différentes, soit la tête et le thorax. Chez l’embryon, l’activité du gène Scr est nécessaire à la fusion des lobes labiaux et au développement de la ceinture de denticules sur la cuticule. Chez la mouche adulte, l’expression de Scr sert au développement du labium (peut être considéré comme la « lèvre inférieure » parmi les pièces buccales des insectes) et au développement d’un segment morphologique typique des mâles appelé « sex combs » d’où il tire son nom.

#### Gène Antennapedia
Le gène Antennapedia (Antp) est principalement exprimé dans le thorax. L’expression initiale du gène est assez étendue à travers les différents segments. Toutefois, l’expression est ensuite restreinte aux segments thoraciques (T1-T3). Dans les tissus imaginaux, Antp est exprimé dans les différentes sections des disques thoraciques, soit les disques des pattes des segments T1-T3, les disques des ailes et les disques des haltères en plus d’être exprimé dans les neuromères de l’embryon.

### Complexebithorax

#### Gène Ultrabithorax
Le gène Ubx sert à spécifier l’identité des segments postérieurs du thorax et de l’abdomen. Chez les embryons, le gène Ultrabithorax (Ubx) est exprimé dans le thorax et dans l’abdomen. Dans les tissus imaginaux, Ubx est exprimé dans les disques périphériques des ailes, dans les disques des haltères, et dans certains disques des pattes. L’expression thoracique est limitée dans les segments postérieurs T2 et T3 alors que l’expression abdominale s’étend à tous les segments de l’abdomen (A1-A8). L’expression d’Ubx est très régulée; dans chacun des segments, il y a présence d’un gradient d’expression décroissante vers l’extrémité postérieure de ceux-ci.

#### Gène abdominal-A
Le gène abdominal-A (abd-A) est exprimé de la fin du segment A1 de l’abdomen au début du segment A8. Le motif d’expression du gène dans chaque segment est très similaire à celui d’Ultrabithorax, avec quelques variations. L’expression d’abd-A sert à spécifier l’identité de la majorité des segments abdominaux. Lorsqu’il y a une mutation dans le gène, les segments abdominaux A2 à A8 sont transformés en segments très similaires, mais non identiques, au segment A1.  

#### Gène abdominal-B
Le gène abdominal-B (abd-B) est assez particulier parmi les gènes Hox de la drosophile. En effet, le gène abd-B agit comme deux gènes indépendants. Ce gène possède deux fonctions génétiques distinctes : m pour « morphogénétique » et r pour « régulatoire ». Ces deux fonctions différentes sont possibles grâce à la traduction d’une protéine possédant deux isoformes différents, le m et le r. L’expression des deux isoformes différents est régulée par différentes régions amplificatrices indépendantes via des éléments trans-régulateurs. La protéine r du gène est exprimée dans les segments postérieurs de l’abdomen alors que la protéine m du gène est exprimée dans les segments plus antérieurs.

#### Coopération des gènes Ultrabithorax et abdominal A
Le gène Ultrabithorax (Ubx) et le gène abdominal-A (abd-A) peuvent tous deux coopérer dans le but de spécifier le segment A3 de l’abdomen sur les lignées basales des Hexapoda (faisant partie du clade des arthropodes). Les gènes Hox Ubx et abd-A de la Drosophile et d’autres insectes ont pour rôle d’inhiber la formation partielle ou totale des membres des segments de l’abdomen. Une étude a révélé chez les Collemboles (membres du sous-embranchement des Hexapoda), un développement d’organes issus d’appendices au niveau de leur abdomen basal (pré-génital). Le développement de ces petits membres sur l’abdomen chez les lignées basales peut disparaître au cours de la métamorphose chez l’adulte. Dans cette étude, les chercheurs utiliseront des souches printanières de sol de Collemboles Orchesella cinta (Oc) pour leur position phylogénétique à la base des Hexapoda, les facilités pour les manipuler et les ressources génétiques mises à disposition dans les banques de données.
Cette étude a été réalisée afin de montrer la fonction de Ubx et abd-A par ARN interférents (ARNi) parentaux chez l’Oc-Collembole. Ainsi que de montrer que les ARNi parentaux sont faciles à utiliser et efficaces pour l’inactivation des gènes chez les espèces. On peut se poser la question de savoir quels rôles distincts jouent les gènes Ubx et abd-A dans les appendices formés dans l’abdomen basal ?
Les chercheurs vont tout d’abord réaliser une culture d’Oc afin d’obtenir un milieu de culture d’où ils pourront recueillir leurs gènes d’intérêts et posséder des individus de l’espèce pour les expériences. Par la suite, ils vont cloner les gènes d’intérêts afin d’obtenir des ARNi et ils vont récupérer des œufs femelles d’Oc sur la surface du milieu de culture pour réaliser les manipulations. Puis ils vont injecter l’ARNi de chaque gène dans des individus différents pour chaque gène et insérer les deux dans des mêmes individus, sans oublier de laisser des individus sans ajout d’ARNi pour en faire un témoin avec lequel les comparer. Pour finir les chercheurs vont observer et analyser par microscopie l’expression de ces gènes.

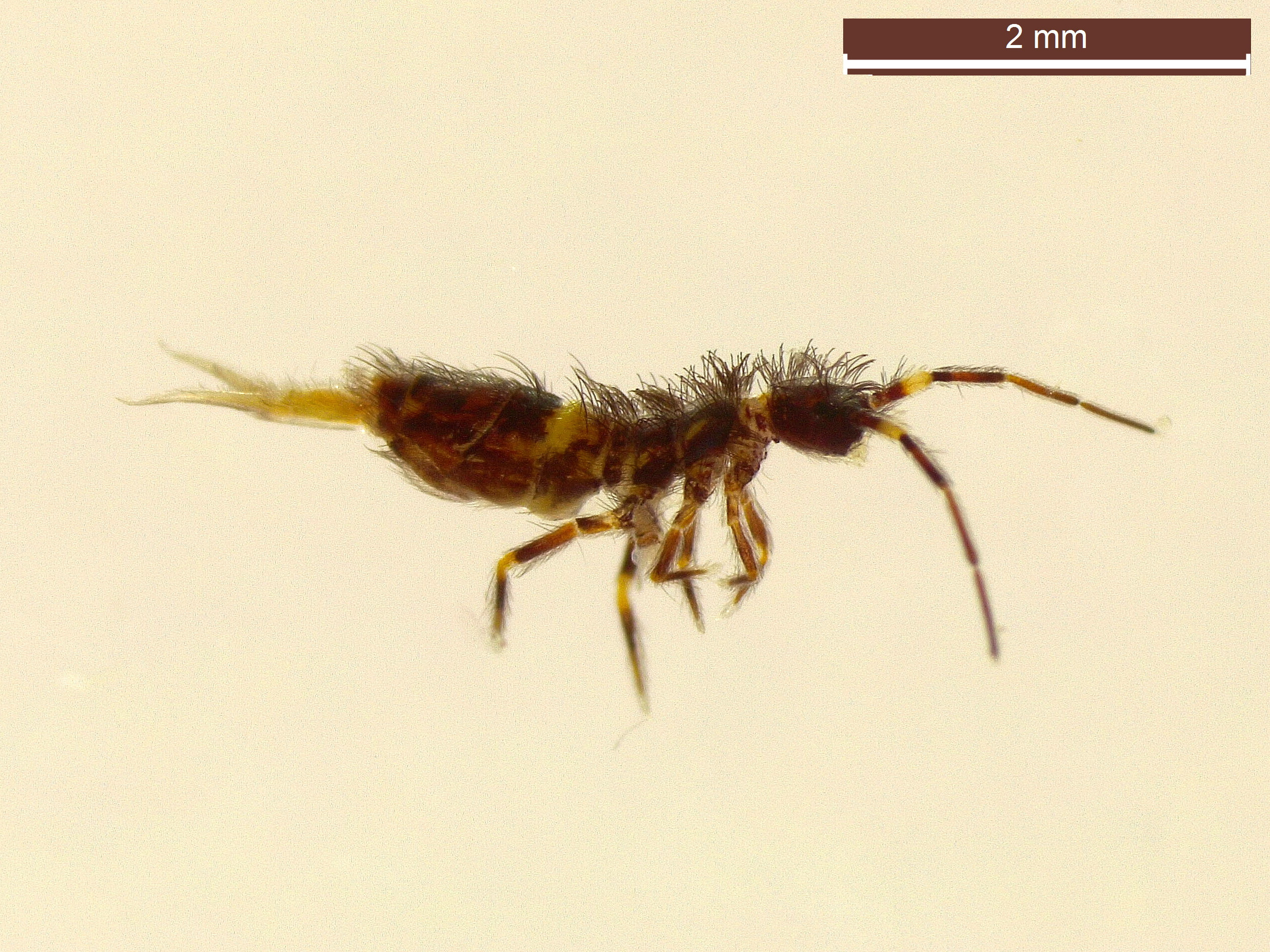
Modèle utilisée lors de l'étude : Orchesella

Ils pourront observer comme résultat primaire que, quand il n’y a pas d’expression de Oc Ubx, il n’y a pas d’appendice sur le segment 1 formant spécifiquement le collophore (tube ventral) et de segment A3 formant le rétinaculum (maintient le Furca au repos). Quand il n’y a pas d’expression du gène abd-A, il n’y a pas de segment A4 formant spécifiquement le Furca (organe pour sauter) et de segment A3. Ils observent aussi que quand on enlève l’expression des deux gènes, il n’y a aucun de ces segments qui exprime un appendice.
Les chercheurs concluront que les gènes Ubx contribuent à la formation au niveau de l’abdomen basal de l’Oc -Collembole d’un appendice qui formera le collophore au niveau du segment A1. Puis que l’expression des gènes abd-A formera un appendice au niveau du segment A4 pour former le Furca. Pour finir ils concluront que la formation de l’appendice au niveau du segment A3 est due à l’expression simultanée des gènes Ubx et abd-A au sein de l’abdomen basal du Collembole. Grâce à leur coopération, ces gènes contribueront à sa formation.

#### Coopération des gènes Ultrabithoax et abdominal B
Les gènes Ultrabithorax (Ubx) et abdominal B (Abd-B) peuvent être amenés à coopérer dans le cadre d’une réduction de ces gènes Hox postérieurs chez les Arthropodes. Ceux-ci connaissant un degré de variations morphologiques important sur le plan de leur corps modulaire et segmenté, par la modification du domaine d’expression des gènes Hox et de leurs cibles au cours de l’évolution. Une étude a été faite sur la réduction des gènes Hox Ubx et Abd-B dans les compositions segmentaires de l’opisthosoma qui est la partie postérieure du corps des Chélicérés. Les chercheurs réaliseront leurs études sur les opisthosoma (formés de 10 segments ou plus) des acariens oribatides archegozetes longisetosus. Ils vont suivre l’expression des gènes Hox Ubx et Abd-B ainsi que celle des gènes à polarité segmentaire patchés (Ptc) et des gènes Engrailed (En) chez cette espèce.
Les chercheurs ont mené cette étude afin d’en découvrir plus sur la réduction ou délétion des gènes Hox Ubx et Abd-B de la composition segmentaire chez les Arthropodes, domaine restant relativement inexploré. Et plus fondamentalement en savoir plus sur la modification des gènes Hox et des domaines d’expression de ceux-ci qui sont l’origine de grand nombre de nouveautés morphologiques. On pourrait résumer leur étude par la question suivante : Comment fonctionne la réduction des gènes Hox Ubx et Abd-B postérieur chez les arthropodes qui sont exprimés en un seul segment ? 
Les chercheurs ont tout d’abord réalisé une culture d’Archegozetes longisetosus afin d’obtenir leurs populations d’études, par laquelle ils fixeront la coloration sur tous les embryons pour pouvoir visualiser les embryons. Par la suite, ils réaliseront un clonage des gènes, pour obtenir leurs gènes d’intérêt pour l’étude. Suivi d’une identification de ces gènes. Par la suite, les chercheurs n’auront plus qu’à observer leurs échantillons au microscope.
Les résultats primaires résultant de cette étude sont que tout d’abord le modèle d’expression Ptc est en accord avec celui d’un opisthosoma réduit d’acariens. De plus, les gènes hox Ubx et Abd-B sont exprimés dans un seul segment A qui est le 2e segment d’opisthosoma. Alors que d’habitude, Abd-B est exprimé plus postérieurement que Ubx dans le teslon non-segmenté.
Les chercheurs concluent que les résultats obtenus suggèrent que Ubx et Abd-B sont exprimés dans un seul segment de l’opisthosoma. Alors que les gènes sont tous exprimés en plusieurs segments chez tous les Arthropodes.

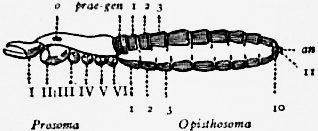
Modèle d'opisthosoma

Par conséquent, la réduction opisthosomale est liée à l’entrée considérablement réduite de Hox Ubx et Abd-B dans l’opisthosoma.